# Кинески класификатор
Кинески класификатори или збирне речи (упрош: 量词; трад: 量詞; пин: liàngcí), у савременим кинеским језицима, се користе заједно са бројевима да дефинишу количину објекта или предмета, или са показним заменицама као што су „ово“ или „оно“ да идентификују одређене предмете. Класификатори су везани морфеми: они немају смисла сами и увек се користе у комбинацији са именицама или друге садржајне речи. Кад год именица се претходи са бројем или показном заменицом, класификатор мора да дође између. Избор да ли се користи број или показна заменица или не, међутим, је до говорника; класификатори се често могу избегнути једноставно користећи голу именицу. Фразе које се састоје од броја, класификатора и именице, као што је 一个人 (yí ge rén, једна-клас. особа), су познате као „класификаторске фразе“. Неки лингвисти су предложили да употреба класификаторских израза се води мање на граматику него више на стилске или прагматичке односе на део који говорник можда покушава да предњачи нову или важну информацију. Коначно, поред ових кориштења, класификатори се могу користити на разне начине: када су стављени после именице а не испред, или кад се понављају, класификатора означавају множину или неодређену количину.
Већина именица имају један или више класификатора који су посебно удружени са њима. На пример, многи предмети са равном површином као што столови, папири, кревети, и клупе користите класификатор 张 (張) zhāng, док многи дуги и танки предмети користе 条 (條) tiáo. Начин који говорници бирају којег класификатора да користе и на који начин, па и тиме, како су именице категоризоване је предмет дебате. Неки предлажу да парови класификатор-именица су засновани на урођеној семантичкој карактеристики именице (на пример, све „дуге“ именице користе једне одређене класификаторе због своје својствене дужине), а други тврде да су мотивисани више са аналогијом прототипских парова (на пример, „речник“ узима исти класификатор који је више чешћи речи „књига“). Поред ових специфичних класификатора, постоји општи класификатора 个 (個), изговорен gè на мандаринском језику, који често (али не увек) се користи уместо других класификатора; у неформалном и говорном језику, говорници матерног језика имају тенденцију да користе овај класификатор далеко више него било којег другога, иако знају класификатора које је „правилан“, када су питани.
Коначно, кинески језик има класификаторе масе, или речи које нису карактеристичне за било који предмет, на пример, класификатор масе 盒 (hé, кутија) могу да се користе са кутијама предмета, као што су сијалице или књиге, иако ове именице имају своје сопствене класификаторе. Све по свему, кинески има од неколико десетина до неколико стотина класификатора, у зависности од тога како се они рачунају, ту има варијанта по којој именици су упарени, са говорницима разних дијалеката које често користе различите класификаторе за исти предмет.
Многи језици, близу кинеског излагају сличне системе класификатора, што доводи до спекулације о извору кинеског система. Древне наличне класификаторске конструкције, које су користили понављајућу именицу него посебан класификатор су виђени у кинеском језику већ 1400. п. н. е., али прави класификатори нису се појавили до много касније. Оригинално, класификатори и бројеви су ишли после именице уместо пре, и вероватно се преместили да буду прије именице, негде после 500. п. н. е. Употреба класификатори није постала обавезни дио кинеске граматике све до око 1100. н. е. Неке именице су постали повезани са специфичним класификаторима раније од других, најраније именице вероватно оне које су означавали културно вредне ствари као што су коњи и песме. Многе речи које су класификатори данас су почели као пуне именице, њихова значења су постепено семантичко избрисани све док су се могли само да се користе као класификатори.

## Употреба
У кинеском, једноставна бројка не може квантифицирати именицу сама по себи, умјесто тога, језик се ослања на оно што су познати као збирне речи или, у мањој мјери класификатори.
Када именица се претходи бројем, показна заменица као што је ово или оно, или квантор као што је сви, класификатора обавезан долази директно испред именице. Тако, док говорници српског језика кажу „једна особа“ или „ова особа“, говорници кинески кажу односно 一个人 (yí ge rén, једна-клас. особа) или 这个人 (zhè ge rén, ова-клас. особа). Ако именица је претхођена са показном заменицом или бројем, показна заменица иде прво. (Ово је као на српском, на пример: „ове три мачке“.) Ако придев мења именицу, он долази после класификатора и прије именице. Општа структура класификаторских фраза је 
показна заменица – број – класификатор – придев – именица
 Табеле испод дају примере уобичајених врста класификаторских фраза. Док већини српских именица не треба класификатор, све кинеске именице требају; тако, у првој табели, фразе које немају класификатор у српском имају једну у кинеском.
| | показна заменица | број   | класификатор | придев      | именица  |  | одговарајући превод  |
| --- | ---------------- | ------ | ------------ | ----------- | -------- |  | -------------------- |
| број-клас.-имен. |                  | 三 три | 只 клас.     |             | 猫 мачка |  | „три мачке“          |
| покз.-клас.-имен. | 这 ова           |        | 只 клас.     |             | 猫 мачка |  | „ова мачка“          |
| број-клас. |                  | 三 три | 只 клас.     |             |          |  | „три"*               |
| број-клас.-прид.-имен. |                  | 三 три | 只 клас.     | 黑 црне     | 猫 мачка |  | „три црне мачке“     |
| покз.-број-клас.-прид.-имен. | 这 ове           | 三 три | 只 клас.     | 黑 црне     | 猫 мачка |  | „ове три црне мачке“ |
| број-клас.-прид. |                  | 三 три | 只 клас.     | 黑的** црне |          |  | „три црне"*          |
| * Кад „мачке“ су већ очите у контексту, као: „Колико мачака ти имаш?“ „Ја имам три.“ ** Када се придев у кинеском појави сам, без именице после њега, 的 се додаје. Употреба 的 у овом примеру није сродан присуству класификатора. |                  |        |              |             |          |  |                      |

| | показна заменица | број   | класификатор | придев       | именица  |  | одговарајући превод          |
| --- | ---------------- | ------ | ------------ | ------------ | -------- |  | ---------------------------- |
| број-клас.-имен. |                  | 五 пет | 头 клас.     |              | 牛 стока |  | „пет глава стоке“            |
| покз.-клас.-имен. | 这 ова           |        | 头 клас.     |              | 牛 стока |  | „ова глава стоке“            |
| број-клас. |                  | 五 пет | 头 клас.     |              |          |  | „пет глава“*                 |
| број-клас.-прид.-имен. |                  | 五 пет | 头 клас.     | 大 велик     | 牛 стока |  | „пет глава велике стоке“     |
| покз.-број-клас.-прид.-имен. | 这 ова           | 五 пет | 头 клас.     | 大 велик     | 牛 стока |  | „ове пет главе велике стоке“ |
| број-клас.-прид. |                  | 五 пет | 头 клас.     | 大的** велик |          |  | „пет глава великих"*         |
| * Када „стока“ је већ очита у контексту, као: „Колико стоке ти имаш?“ „Ја имам пет глава.“ ** Када се придев у кинеском појављује сам, без именице после њега, 的 се додаје. Употреба 的 у овом примеру није сродан присуству класификатора. |                  |        |              |              |          |  |                              |

С друге стране, када именица се не броји или уводи са показном заменицом, класификатор није потребан: на пример, постоји класификатор у 三辆车 (sān liàng chē, три-клас. кола, „три кола“) али не у 我的车 (wǒ-de chē, моје-присвојни кола, „моја кола“). Поред тога, бројеви и показне заменице често нису потребне у кинеском, тако да говорници могу изабрати да не користе једно или друго и тако да не користите класификатор. На пример, да кажеш: „Џангсан се претворио у дрво“, оба 张三变成了一棵树 (Zhāngsān biànchéng -le yí kè shù, Џангсан постаје ПОСЛЕ један клас. дрво) и 张三变成了树 (Zhāngsān biànchéng -le shù, Џангсан постаје ПОСЛЕ дрво) могу се прихватити.

### Специјалне употребе
И поред њихових употреба са бројевима и показним заменицама, класификатори имају неке друге функције. Класификатори стављени после именице изражавају множину или неодређену количину. На пример, 书本 (shū-běn, књига-клас.) значи „књиге“ (пример: на полици, или у библиотеци), док стандардни пре називна конструкција 一本书 (yì běn shū, један-клас. књига) значи „једна књига“.
Многи класификатори могу бити редупликацијани да значе „све“. На пример: 个个人 (gè-ge rén, клас.-клас. особа) значи „свака особа“.
Коначно, класификатор кад се користи заједно са 一 (yī, „један“) и после именице преноси смисао „сав“ или „цели“. Реченица 天空一片云 (tiānkōng yí piàn yún, небо један-клас. облак), што значи „јело небо је био пун облака“, користи класификатор 片 (piàn, парче), који се односи на небо, а не на облаке.

## Врсте
Велика већина класификатора рачунају или класификују именице. Они су даље подељени на бројиве-класификаторе и збирне-класификаторе, описане у наставку. У свакодневном говору, људи често користе израз „збирна реч“, или одговарајући буквални кинески израз 量词 liàngcí, да обухвати све кинеске класификаторе и збирне класификаторе,  али врсте речи груписане под овим појмом нису све исте. Специфично, разне врсте класификатора излагају бројне разлике у значењу, у врстама речи које они придају, и у синтактичком понашању.
Кинески има велики број номиналних класификатора, процена у мандаринском је у распону од „неколико десетина“ или „око 50“, до преко 900. Распон је тако велики, због тога што неке од тих процена су све врсте класификатора док друге садржи само збирне класификаторе, и због тога што идеја о томе шта се сматра „класификатор“ се променило преко времена. Данас, обични речници имају 120 до 150 класификатора, мада број који се корист у свакодневном, неформалном говору је нижи: лингвиста Мери Ербау (енгл. Mary Erbaugh) тврди да око двадесет „основних класификатора“ се користи за већину употреба, и 8822-речни Наставни план за оцену речи и слова за кинеско језичну спретност (кин: 汉语水平词汇与汉字等级大纲; пин: Hànyǔ Shuǐpíng Cíhuì yú Hànzi Děngjí Dàgāng) пише 81. класификатора. На целини, међутим, систем класификатора је толико сложен, да су специјални речници о класификаторима објављени.

### Бројиви и збирни класификатори
Класификатор категоризује класу именица бирајући неку categorizes a class of nouns by picking out some истакнути део опажајуће особине... које су трајно повезани са ентитетима које именује класа именица; мерна реч не категорише, али означава количину ентитета назван по именици.

— Tai 1994, стр. 2, нагласак додат
У оквиру скупа номиналних класификатора, лингвисти генерално праве разлику између „бројивих класификатора“ и „збирних класификатора“. Прави бројиви класификатори се користе за именовање и бројање једне бројиве именице, на пример, 一本书 (yì běn shū, једна-клас. књига) могу бити преведени на српски као „једна књига“ или само „књига“. Штавише, бројиви класификатори не могу се користити са збирним именицима: исто што говорник српског не може обично да каже *„пет блата“, говорник кинеског не може рећи *五个泥 (wǔ ge nì, пет-клас. блата). За такве збирне именице, мора се користити збирне класификаторе.
Збирни класификатори не бирају инхерентне особине појединих именица као што то бројиви класификатори раде, уместо тога они спајају именице у бројиве јединице.
Дакле, збирни класификатори се генерално могу користити са више врста именица. На пример, док збирни класификатори 盒 (hé, кутија) се могу користити за бројање кутију сијалица (一盒灯泡 yì hé dēngpào, „једна кутија сијалица“) или књига (一盒教材 yì hé jiàocái, „једна кутија уџбеника“), сваки од ових именица морају да користе другачији бројиви класификатор када се рачунају само по себи (一盏灯泡 yì zhǎn dēngpào „једна сијалица“; наспрам 一本教材 yì běn jiàocái „један уџбеник“). Док бројиви класификатори немају директни српски превод, збирни класификатори често имају: фразе са бројивим класификаторима као што је 一个人 (yí ge rén, један-клас. особа) може се само превести као „једна особа“ или „особа“, док они са збирним класификаторима као што је 一群人 (yì qún rén, једна-гомила-особа) се може превести као „гомила људи“. Сви језици, укључујући српски, имају збирне класификаторе, али бројиви класификатори су јединствени за неке „класификаторске језике“, и нису део граматике српског осим неколико изузетних случајева као што су број грла стоке.
У опсегу збирних класификатора, аутори су предложили поделу која се заснива на начин на који збирни класификатори организују именице у бројивим јединицама. Један од ових су мерне јединице (такође познате као „стандардне мере“), који сви језици треба да имају у циљу да мере предмете; ову категорију обухвата јединице као што су километри, литри или фунти. Као и други класификатори, они такође могу стајати без именице, тако, на пример: 磅 (bàng, фунта) може се појавити као оба 三磅肉 (sān bàng ròu, „три фунте меса“) или само 三磅 (sān bàng, „три“ фунте“, никад *三个磅 sān ge bàng). Друге предложене врсте збирних класификатора укључују „колективне“ збирне класификаторе, као што су 一群人 (yì qún rén, „једна гомила људи“), која групише ствари мање прецизно, и „контејнер“ збирне класификаторе, која групише ствари по контејнерима у које долазе, као у 一碗粥 (yì wǎn zhōu, „једна здела чорбе“) или 一包糖 (yì bāo táng, „једна врећа шећера“).
Док су збирни класификатори универзални, бројиви класификатори се појављују само у неким језицима. Разлика између бројивих класификатора и збирних класификатора може се описати као разлика између квантификације и категоризације: другим речима, збирни класификатори праве јединицу под којом се нешто мери (нпр. кутије, скупови, гомиле, делови, итд.), док бројиви класификатори само именују постојеће ствари. Већина речи могу се појавити са оба бројивом класификатору и збирном класификатору; на пример, пиза може се описати као оба 一张比萨 (yì zhāng bǐsà, „једна пиза“, буквално „једна пита пице“), коришћењем бројивог класификатора, и као 一块比萨 (yí kuài bǐsà, „једно парче пице“), користећи збирног класификатора. Поред ових семантичких разлика, постоје разлике у граматичком понашању бројивих класификатора и збирних класификатора; на пример, збирни класификатори може се променити са малим скупом придева (нпр. 一大群人 yí dà qún rén, „једна велика гомила људи“), док бројиви класификатори обично не могу (нпр. *一大个人 yí dà ge rén никад није кажен за „једна велика особа“; уместо придев мора да мења именицу: 一个大人 yí ge dà rén). Још једна разлика је да бројиви класификатори често се могу заменити „обичним“ класификаторима 个 (個), gè без никакве очигледне промене у значењу, док збирни класификатори то не могу.
Синтаксничари Лиза Ченг (енгл. Lisa Cheng) и Ринт Сибесма (енгл. Rint Sybesma) предлажу да бројиви класификатори и збирни класификатори имају различите основне синтактичке структуре, где бројиви класификатори формирају „класификаторске фразе“, и будући да су збирни класификатори као врста релативне реченице која само изгледа као класификаторска фраза. Разлика између бројивих класификатора и збирних класификатора је често нејасно, међутим, и други лингвисти су предложили да бројиви класификатори и збирни класификатори можда нису фундаментално другачији. Они постављају да су „бројиви класификатори“ и „збирни класификатори“ крајност континуума, где већина класификатора спадају негде између.

### Глаголски класификатори
Постоји скуп „глаголских класификатора“ који се користе за бројање колико пута нека радња се догађа, уместо да броји предмете; овај скуп укључује 次 cì, 遍 biàn, 回 huí, и 下 xià, које се приближно преводе на „пута“. На пример: 我去过三次北京 (wǒ qù-guo sān cì Běijīng, Ја ићи-ПРОШЛО три-клас. Пекинг, „Ја сам био у Пекингу три пута“) користи такозвани „глаголски класификатор“. Изван ових само-глаголских класификатора, међутим, подела класификатора у „глаголске“ и „именичке“ је контроверзно. Ћијен Ху (енгл. Qian Hu) дефинише „глаголске класификаторе“ као класификаторе „које се појављају у нумеричкој именичкој фрази где управна именица је повезана са акцијом“, и Чарлс Лиов (енгл. Charles Li) и Сандра Томсонова (енгл. Sandra Thompson) мандаринска референтна граматика пише за њих да су у суштини исти као именични класификатори—у свим њиховим примерима за 场 (場) chǎng, општи глаголски класификатор који се може користити за класификацију било које догађаје (као што су такмичења, пожари, и филмови). Глаголски класификатор се користи на исти начин као што се користи именични класификатор.

## Однос према именици
Различити класификатори често одговарају различитим одређеним именицама. На пример, књиге често користе класификатор 本 běn, плочасти предмети користе 张 (張) zhāng, животиње користе 只 (隻) zhī, машине користе 台 tái, велике зграде и планине користе 座 zuò, итд. У оквиру ових категорија има и даље подела–док већина животиња користе 只 (隻) zhī, домаће животиње користе 头 (頭) tóu, дуге и савитљиве животиње користе 条 (條) tiáo, и коњи користе 匹 pǐ. Исто тако, док дуге ствари које су савитљиви (као конопци) често користе 条 (條) tiáo, дугачке ствари који су ригидни (као што су штапови) користе 根 gēn, осим ако су такође округли (као оловке или цигарете), у ком случају у неким дијалектима користе 枝 zhī.
Класификатори се такође разликују по колико су специфични, неки (као што је 朵 duǒ за цвеће) се углавном користи само за један предмет, док други (као што је 条 (條) tiáo за дуге и савитљиве ствари, једно-димензијалне ствари, или апстрактне ствари као извештаји вести) су много мање ограничени. Специфичне фактори који регулишу који класификатори су упарени са којим именицама су предмет расправе међу лингвистима.

### Категорије и прототипови
Док збирни класификатори обично не носе икакве семантичке односе на именицама којима се користе (нпр. кутија и књига нису сродни у значењу, али ипак се може рећи „кутија књига“), бројиви класификатори то раде. Прецизна природа тог односа, међутим, није поуздана, јер има толико велика разлика у начину на које предмети могу да се организују и категоризују са класификаторима. Исказ семантичке везе може бити лабаво груписани у категоријске теорије, који предлажу да бројиви класификатори се подударају са предметима само на основу инхерентне особине тих објеката (као што је дужина или величина), и прототипне теорије, које предлажу да људи науче да сврстају бројиве класификаторе на одређени прототип предмета и осталих предмета који су слични том прототипу.
Категоричан, „класични“ поглед класификатора је да сваки класификатор представља категорију са скупом услова; на примјер, класификатор 条 (條) tiáo би представљао категорију дефинисану као сви предмети који испуњавају услове да буду дуге, танке и једнодимензионалне–и именице које користе тог класификатора морају да испуњавају све услове које се односе на ту категорију. Неке уобичајене семантичке категорије у које бројиви класификатори се тврде да организује именице укључују категорије облика (дуг, раван или округао), величину (велико или мало), чврстоћа (меко или тврдо), животност (човек, животиња или ствар), и функцију (алати, кола, машине, итд.).
Са друге стране, заговорници прототип теорије предложе да бројиви класификатори не могу да имају урођене дефиниције, да су повезани са именицом која је прототип те категорије, и именице које имају „породичну сличност“ са прототипном именицом ће користити исти класификатор.
На пример, коњ у кинеском користи класификатор 匹 pǐ, као у 三匹马 (sān pǐ mǎ, „три коња“)–у савременом кинеском реч 匹 нема значење. Ипак, именице које означавају животиње које изгледају као коњи, такође често користе исти класификатор, и матерњи говорници чешће користе класификатор 匹 ако животиња више личи на коња. Осим тога, речи које не испуњавају „критеријуме“ семантичке категорије могу и даље да користе ту категорију због своје асоцијације са тим прототипом. На пример, класификатор 颗 (顆) kè се користи за мале округле предмете, као у реченици 一颗子弹 (yì kē zǐdàn, „један метак“); када реч као што је 原子弹 (yuánzǐdàn, „атомска бомба“) касније уведена у језик она је такође користила овај класификатор, иако они нису мали и округли–стога, класификатора мора да је био додељен због асоцијације речи за метак, који је деловао као „прототип“.
Ово је пример „генерализације“ од прототипа: Ербау (енгл. Erbaugh) је предложио да, када деца уче бројиве класификаторе, они пролазе кроз фазе, прво уче само парове класификатор-именица (као што је 条鱼 tiáo yú, клас.-риба), затим користе тај класификатор са више именицама које су сличне прототипу (као што су друге врсте рибе), онда коначно користе скупа именица који генерализује семантичке особине повезане са класификатором (као што је дужина и савитљивост) тако да класификатор онда може се користити са новим речима које та особа после дође у сусрет.
Нека упаривања класификатора-именице су арбитрарни, или изгледају савременим говорницима да немају семантичку мотивацију. На пример, класификатор 部 bù може се користити за филмове и романе, али и за аутомобиле. Неки од ових произвољности може бити због онога што неки лингвисти зову „фосилизација“, при чему неки бројиви класификатори губи смисао током историјских промена, али остају у пару са неким именицама. На пример, класификатор 匹 pǐ који се користи за коње не значи ништа данас, али у класичном кинеском језику можда се односио на „запрегу коња“, пар коњских скелета, или паривање човека и коња.
Произвољност може настати када је класификатор посуђен, заједно са својом именицом, из дијалекта у којој има јасно значење у оном који нема. У оба ова случаја, коришћење класификатора буде више упамћен по сарадњи са одређеним „прототипним“ именицама (као што је коњ) него по разумевању семантичких категорија, и тако самовоља се користи као аргумент у корист прототипне теорије класификатора.

### Неутрализација
Поред бројних „специфичних“ бројивих класификатора који су горе описани, кинески има „општи“ класификатор 个 (個), изговорен gè у мандаринском.
Овај класификатора се користи за људе, неке апстрактне концепте, као и друге речи које немају посебне класификаторе (као 汉堡包 hànbǎobāo „хамбургер“), и може се користити као замена за специфичне класификаторе као што су 张 (張) zhāng или 条 (條) tiáo, посебно у неформалном говору.
Већ се уочило још 1940-их година да употреба 个 је у порасту и да постоји општа тенденција да се одређени класификатори замене са њим.
Бројне студије су објавиле да и одрасли и деца имају тенденцију да користе 个 када не знају одговарајући бројиви класификатор, па чак и када знају али говоре брзо или неформално. Замена одређених класификатора са општим 个 је познаје као класификаторска неутрализација („量词个化“ у кинеском, буквално „класификатор 个-изација“). Ово се често дешава код деце и афазијанцима (појединци са поремећајем у изговарању и разумевању речи проузрокован оштећењем предњим дио мозга), и нормални говорници такође често неутралишу. Такође, многи говорници знају о одговарајућим класификаторима за речи које изговарају и верују, када су упитани, да ти класификатори су обавезни, али ипак користе 个
без реализије у стварном говору.
Као резултат тога, у свакодневној употреби универзални класификатор је „стотину пута чешћи“ него специјализоване врсте.
Ипак, 个 није у потпуности заменио остале бројиве класификаторе, и још увек постоји много ситуација у којима је неприкладно да замени специфичне класификаторе. Може постојат посебан модел од којег парови класификатор-именица могу бити „неутралисани“ да користе општег класификатора, и који не могу. Нарочито речи које су највиши прототип за своју категорију, као што је папир за категорију именица који користи „равни/квадратни“ класификатор 张 (張) zhāng, имају мању шансу да се кажу са општим класификатором.

### Варијација у употреби
Не постоји један-према-један упаривање између бројивих класификатора и именица. Постоји велика варијација међу дијалектима и говорницима на који начин класификатори се користе за исте речи, и говорници се често не слажу који класификатор је најбољи.
На пример, за кола неки људи користе 部 bù, други 台 tái, док још трећи користе 辆 (輛) liàng; кантонски користи 架 gaa3. Чак и у оквиру једног дијалекта или код једног говорника, иста именица може предузети различите збирне речи у зависности од стила која особа говори или различитих нијанса која особа жели пренети. Пример овога је реч за особу, 人 rén, која користи збирну реч 个 (個) gè нормално, али користи 口 kǒu када се броји број људи у домаћинству, и 位 wèi када неко буде посебно љубазан или почасан, и 名 míng у формалним, писаним контекстима
Неки бројиви класификатори такође могу да се користе са именицом која обично нема везе са њом, за метафоричног ефекат, као у 一堆烦恼 (yí duì fánnǎo, „једна гомила бриге/проблема“). Коначно, једна реч може имати више бројивих класификатора да пренесе сасвим различита значења–то јест, избор класификатора чак може да утиче на значење именице. 	
Као илустрација, 三节课 sān jié kè значи „три наставе“ (као у: „Ја имам три наставе данас.“), док 三门课 sān mén kè значи „три курсева“ (као у: „Ја сам се уписао у три курсева овог семестара.“), иако именица у обе реченице је иста.

## Сврха
У истраживању класификаторских језика, а посебно кинеских класификатора, лингвисти су тражили зашто бројиви класификатори (за разлику од збирних класификатора) уопште постоје. Збирни класификатори су присутне у свим језицима, јер су то једини начин да се „броје“ збирне именице које нису природно подељени на јединице (као, на пример, „три мрље блата“ у српском; *„три блата“ није граматички правилно). С друге стране, бројиви класификатори нису природо обавезни, и одсутни су у већини језика. Осим тога, бројиви класификатори се користе са „неочекиваном ниском фреквенцијом“; у многим околностима, говорници избегавају специфичне класификаторе користећи само голу именицу (без броја или показном заменицом) или користећи општег класификатора 个 gè.
Лингвисти и типологисти као Џозеф Гринберг су предложили да одређени бројиви класификатори су семантички „вишак“, понављајућа информација присутна у именици. Бројиви класификатори могу да се користе стилски, и такође може користити да разјасни или ограничи намењени смисао говорника када се користи нејасна или двосмислена именица; на пример, именица 课 kè „разред“ може да се односи на курсеве у семестру или одређене наставе током дана, у зависности да ли класификатор 门 (門) mén или 节 (節) jié се користи.
Једно објашњење за постојање бројивих класификатора је да служи више као когнитивна него практична сврха: другим речима, они обезбеђују лингвистички начин да говорници организују или категоришу ствари.
Алтернативни налог је да они служе више као дискурсна и прагматичка функција (функција када људи међусобно комуницирају) него апстрактна функција у уму.
Нарочито, он је предложио да бројиви класификатори могу да се користе за нове или непознате предмете унутар дискурса, да уведу значајне личности или предмете у причи или разговору, или да уважу важне информације или предмете правећи их веће и истакнутије. На овај начин, бројиви класификатори можда не служе функцију апстрактне граматике или когнитива, али можда помажу у комуникацији правећи важну информацију бише приметљиву.

## Историја

### Класификаторске фразе
.
Дијахронијски лингвисти су установили да фразе које су се састојили од именица и бројева прошли су кроз неколико структурних промена у старокинеском и средњо кинеском језику прије него што су се класификатори појавили.
Најранији облици можда су били број – именица, као српски (тј. „пет коња“), или ређе именица – број („коња пет“), оба су потврђена у записима на оклопима корњача пре-архаичног кинеског језика (око 1400. п. н. е. до 1000. године н. е.).
Први облици реченице који личе на класификаторске структуре су редоследи именица – број – именица, који су постојали у пре-архаичном кинеском језику али су били ређи од редоследа број – именица.
У овим структурама, понекад прва и друга именица су била идентична (именица 1 – број – именица 1, као у „коња пет коња“) а у другим структура друга именица није била иста, али бе била семантички сродна (именица 1 – број – именица 2).
По неким дијахронијским лингвистима, именица 2 у овим структурама може се сматрати као ран облик бројивог класификатора и чак се био звао „одјекиви класификатор“; мада ова спекулација није универзално прихваћена.
Иако прави бројиви класификатори нису се још појавили, збирни класификатори су били уобичајени, у структурама као што је „вино – шест – yǒu" (реч 酉 yǒu представљао је контејнер вина) који значи „шест yǒu вина“. Ови примјери предлажу да збирни класификатори предњаче бројиве класификаторе по неколико векова, иако нису се појављивали у истом реду речи као што је то данас.
Можда баш од ове врсте структуре су бројиви класификатори настали, првобитно замењујући другу именицу (у структурама где је била именица него збирни класификатор) да допринесе именица – број – класификатор. То јест, структуре као што су „коња пет коња“ можда су били замените за „коња пет класификатор“, највероватније за стилске разлоге као што је да се избегне понављање.
Други разлог појаве бројивих класификатора можда је био да се избегне конфузија или двосмислености која би могла настати при бројању предмета користећи само збирне класификаторе– тј., да се разјасни када се односи на једну ствар и када се односи на једну меру ствари.
Историчари се слажу да у неком тренутку историје редослед речи у овој структури се променуо, стављајући именицу на крају него на почетку, као у данашњој структури број – класификатор – број.
Према дијахронијском лингвисту Ален Пејрауб-у (енгл. Alain Peyraube), најранија појава ове структуре (мада са збирним класификаторима, уместо бројивим класификаторима) се појављује у касном периоду старокинеског језика (500. п. н. е. до 200. године п. н. е). У то време, дио број – збирни-класификатор у структури именица – број – збирни-класификатор је понекад био премештен испред именице.
Пејрауб спекулише да се ово десило кад је ово постепено рашчлањено као атрибут (слично придеву) управне именице, за разлику од једноставног понављања као што је то било раније.
Због тога што кинески генерално ставља атрибуте пред одређених речи, као у српском, замена је можда била подстакнута овом упрошћењу. До раног дела нове ере, именице које су се појављивали у „класификаторској позицији“ су почели да губе своје значење док нису постали прави класификатори. Процене када су класификатори прошли кроз највише развоја се разликују: Ванг Ли тврди да период највећег дала њихових развоја је током династије Хан (206. п. н. е. - 220. године н. е.), док Лију Ширу (енгл. Liu Shiru) процењује да је то било током периода северних и јужних династија (420—589. године н. е.), и Пејрауб бира династију Танг (618—907. године н. е.). Без обзира на то када су се развили, Ванг Лијенћинг (енгл. Wang Lianqing) тврди да они нису постали граматички обавезни све до негде око 11. века.
Језици или језичке групе са класификаторима (као што је вијетнамски језик, и тајски језици) су веома слични кинеском систему класификатора у граматичкој структури и параметрима од које неки објекти су груписани заједно. Према томе, постоји расправа око тога која је језичка породица прво развила класификаторе, а која их позајмила–или да ли су сви ти системи класификатора домаћег порекла и да су се развили кроз језичког контакта кроз историју.

### Класификаторске речи
Већина савремених бројивих класификатора су изведене од речи које су раније били самосталне именице у старијим кинеским језицима, и да су отада граматикализиране да постану везане морфеме. Другим речима, бројиви класификатори имају тенденцију да долазе из речи које су биле специфичне једном смислу, али су га изгубили (процес познат као семантичко избељивање).
Многи, међутим, и даље имају сличне облике које служе као самосталне именице, као што је то класификатор 带 (帶) dài за дуге, предмете у облику траке: савремена реч 带子 dàizi значи „појас“ или „трака“.
Збирни класификатори, са друге стране, су више провидни у смислу него бројиви класификатори. Док бројиви класификатори имају неко историјско значење, збирни класификатори су још увек пуноправне именице.
На пример, 杯 (bēi, шоља), је оба класификатор као у 一杯茶 (yì bēi chá, „једна шоља чаја“) и реч за шољу као у 酒杯 (jiǔbēi, „шоља за вино“).

Одакле ови класификатори долазе? Сваки има своју историју.

— Peyraube 1991, стр. 116
Није увек био случај да свакој именици је потребан бројиви класификатор. У многим историјским кинеским језицима, коришћење класификатора није било обавезно, и класификатори су ретки у списима који су преживели. Неке именице су стекли класификатора раније од других. Најранија документована употребе класификатора су за списак предмета, као у пословним стварима тако и у приповедању. Тако, прве именице које су можда имали бројиве класификаторе су биле именице које представљају „културно вредне“ ствари као што су то коњи, свитки и интелектуалци. Посебан статус таквих предмета је и даље видљив данас: многи класификатори које могу бити само у пару са једном или две именице, као што је 匹 pǐ за коње и 首 shǒu за песме и поезију, су класификатори за те исте „драгоцене“ предмете. Такве класификатори чине чак трећину класификатора који се данас најчешће користе.
Класификатори нису добили званично признање као лексичка категорија (дио говора) све до 20. века. Најранији савремен текст о класификаторима и њиховој употреби био је Ма Ђијенџунгово рад Маови основни принципи за јасно писање (马氏文通) 1898. године. Од тада па до 1940-их, лингвисти, као што су Ма, Ванг Ли, и Ли Ђинсји су третирали класификаторе само као тип именице која „изражава квантитет“ Ли Шусјанг (Lü Shuxiang) је био први који их је третирао као посебна категорија, називајући их „јединичне речи“ (单位词 dānwèicí) у његовом раду 1940. године: Структура кинеске граматике (中国文法要略) и коначно „мерне речи“ (кин: 量词; пин: liàngcí, енгл. measure words) у Студије граматике (语法学习).
Он је направио ову поделу која је заснована на чињеници да су класификатори семантички бељени, и да се могу користити директно са бројем, док праве именице требају да имају збирну реч додану пре него што се могу користити са бројем. Након тог времена, други називи су предложени за класификаторе: Гао Мингкај (енгл. Gao Mingkai) звао их „помоћна именица“ (кин: 助名词; пин: zhùmíngcí, енгл. noun helper words), Ли Вангдао (енгл. Lu Wangdao) „стандардне метре“ (кин: 计标; пин: jìbiāo, енгл. counting markers), и Јапански лингвиста Мијаваки Кеносуке (енгл. Miyawaki Kennosuke) звао их „пратеће речи“ (кин: 陪伴次; пин: péibàncí).
У Нацрту плана за систем наставе кинеске граматике (暂拟汉语教学语法系统) присвојен од Народне Републике Кине 1954. године, Лиов назив „мерна реч“ (量词 liàngcí) је био присвојен као службено име за класификаторе у Кини. Ово остаје најчешћи термин који се данас користи.

### Универзални класификатори
Историјски, 个 gè није увек био универзални класификатор. Неки верују да је раније био именица за бамбусову стабљику, те се постепено проширио у употреби, да постане класификатора за многе ствари са „управним, појединачним особинама“, на крају постајући универзални класификатор јер се често користио са обичним именицама. Класификатор gè је заправо повезан са три различита хомофонијска знакова: 个, 個 (кориштен данас као традиционални знак једнак упрошћеном 个), и 箇.
Дијахронијски [историјски] лингвист Лијенћинг Ванг (енгл. Lianqing Wang) тврди да ови знакови заправо потичу од различитих речи, и да само 箇 има оригинално значење за „бамбусову стабљику“.
Она тврди да 个 је од почетка био кориштен као универзални класификатор, и можда је био изведен од ортографијског сличног 介 jiè, један од најранијих универзалних класификатора.
箇 се касније спојио са 介 јер су били слични у изговору и значењу (оба кориштена као универзални класификатори).
Такође, она тврди да 個 је била различита реч (са значењем која имају везе са „делимично“ или „бити један део“), и касније се спојила са 个 из истих разлога као је то 箇 учинила; она такође тврди да 個 је „створена“, већ од династије Хан, да замени 个.
Нити је 个 био једини универзални класификатор у историји кинеског језика. Поменути 介 jiè је био кориштен као универзални класификатор прије Ћин династије (221. п. н. е.); оригинално је била именица које се односила на појединачне ствари из низа повезаних шкољки или одјећа, и на крају је дошла да се користе као класификатор за „појединачне“ ствари (за разлику од пар или скуп ствари) прије него што је постала универзални класификатор.
Још један универзални класификатор је био 枚 méi, који се раније односио на мале гранчице. Због тога што гранчице су се користиле за бројање ствари, 枚 је постала бројива реч: било какви предмети, укључујући људе, могли су се бројати као „један 枚, два 枚“, итд. 枚 је био најчешћи класификатор током Јужних и северних династија (420–589. н. е.), али данас више није универзални класификатор, и користи се ретко, као специјалини класификатор за чивије и значке.
Кетлин Аренс (енгл. Kathleen Ahrens тврди да 隻 (zhī у мандаринском и jia у тајванском језику), класификатор за животиње у стандардном мандаринском језику, је још један универзални класификатор у тајванском и можда ће постати исто такав у мандаринском језику причан у Тајвану.